# Piastowo (Basses-Carpates)
Pour les articles homonymes, voir Piastowo.
Piastowo est une localité polonaise de la gmina et du powiat de Lubaczów en voïvodie des Basses-Carpates.